# 萨帕塔主义

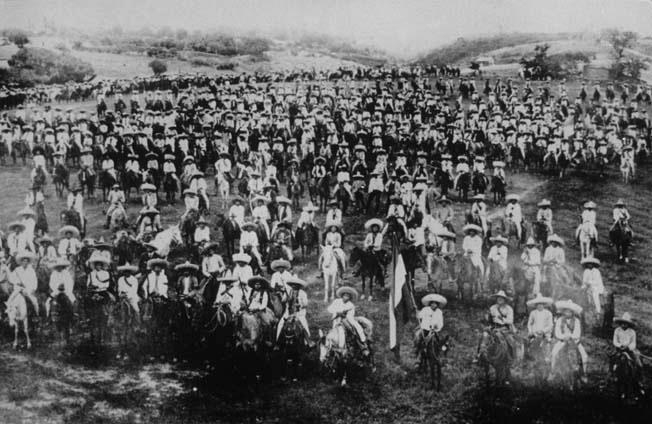
南方解放军

萨帕塔主义（西班牙語：Zapatismo）是与墨西哥革命领导人之一埃米利亚诺·萨帕塔的思想相联系的武装运动，主要体现在《阿亚拉计划》（1911年）中。由萨帕塔领导的南方解放军的成员被称为“萨帕塔主义者”。萨帕塔主义还是一种农业社会主义形式。